# Pease Bridge
Die Pease Bridge ist eine Straßenbrücke nahe der schottischen Ortschaft Cockburnspath in der Council Area Scottish Borders. 1971 wurde das Bauwerk in die schottischen Denkmallisten in der höchsten Denkmalkategorie A aufgenommen.

## Geschichte
Auf der ehemaligen Straße zwischen Edinburgh und Berwick-upon-Tweed bedeutete die Passage der rauen Schlucht ein schwer zu überwindendes Hindernis. Möglicherweise waren es militärische Erwägungen, die schließlich zum Bau der Brücke im Jahre 1786 führten. Den Entwurf für die Pease Bridge lieferte der schottische Konstrukteur David Henderson. Mit einer lichten Höhe von 39,6 m könnte es sich zu Bauzeiten um die höchste Brücke der Welt gehandelt haben. Der bedeutende Brückenkonstrukteur Thomas Telford soll bei einem Besuch das Bauwerk als „kühn“ bezeichnet haben und Eindrücke in seine späteren Arbeiten übernommen haben.

## Beschreibung
Die Pease Bridge führt heute die A1107 (Cockburnspath–Eyemouth) mit einer Gesamtlänge von 91,5 m über die tiefe Schlucht des Baches Pease Burn. Der Mauerwerksviadukt aus rotem Sandstein überspannt die Schlucht mit vier ausgemauerten Segmentbögen, deren lichte Weiten zwischen 12,8 m und 17,1 m variieren. Um die Last auf die schlanken Pfeiler zu reduzieren, führen durch die Zwickel zylinderförmige Löcher. Eisengeländer begrenzen die 4,9 m breite Pease Bridge.